# Natasha Bedingfield
Natasha Anne Bedingfield (Londra, 26 novembre 1981) è una cantante britannica.
Ha riscosso successo mondiale grazie al singolo Unwritten (2004), tratto dall'album omonimo. Ha un fratello, Daniel Bedingfield, anch'egli cantante. Natasha è inoltre amministratrice dell'associazione di beneficenza Global Angels, fondata da sua madre Molly, e supportata dalla catena di ristoranti tematici Hard Rock Cafe, in cui lei e vari altri cantanti spesso si esibiscono.

## Biografia
Natasha è cresciuta nel quartiere londinese di Lewisham con i suoi genitori neozelandesi. Ha due fratelli e una sorella. Con questi ultimi ha formato quand'era adolescente una band chiamata DNA algorithm.
Ha frequentato poi una scuola d'arte, ma le hanno consigliato di lasciare stare quella materia per dedicarsi a psicologia poiché era portata per quest'ultima. Ha poi trascorso il tempo a scrivere canzoni aspettando il suo debutto che doveva avvenire quando sarebbe stata pronta.
Pubblica il suo primo album, Unwritten, nel 2004 nel Regno Unito e nel 2005 in America, da cui fa uscire quattro singoli. Quest'album fu un mix tra pop, rock ed R&B.
Tra i singoli estratti Unwritten è giunto al primo posto nella hit chart degli Stati Uniti d'America, mentre in patria ha raggiunto la vetta These Words.
Il 9 febbraio 2005 ha partecipato ai Brit Award dove ha anche cantato col fratello Daniel Bedingfield Ain't Nobody, entrando nel guinness dei primati come unici fratelli primi in classifica.
Partecipa alla colonna sonora di Rocky Balboa con il brano Still here scritto da Diane Warren.
Il brano riappare nel suo secondo album in studio: N.B..
Il 16 aprile 2007 esce il nuovo singolo I Wanna Have Your Babies nelle radio e televisioni europee; il singolo è tratto dall'album intitolato N.B., uscito in Europa il 30 aprile.
Verranno estratti in seguito dal disco Soulmate e Say It Again.
Nel periodo natalizio del 2007 ha vinto ai Digital Awards nella categoria Miglior Artista Pop, ed ha avuto 3 nomination ai Brit Awards 2007, tra cui quella come Miglior Artista Femminile, non vincendo però nulla.
Sempre a Natale 2007 è uscito il primo singolo di Pocketful of Sunshine, il suo disco per il mercato statunitense. Il singolo in questione è Love Like This in coppia con Sean Kingston. L'album, uscito il 22 gennaio 2008, riscuote un buon successo commerciale tanto da permetterle di raggiungere la posizione numero 3 nella classifica degli album più venduti negli Stati Uniti d'America nella sua settimana d'uscita. Al momento ha venduto circa 700 000 copie.
Come singolo successivo viene estratto Pocketful of Sunshine in data 22 febbraio 2008.

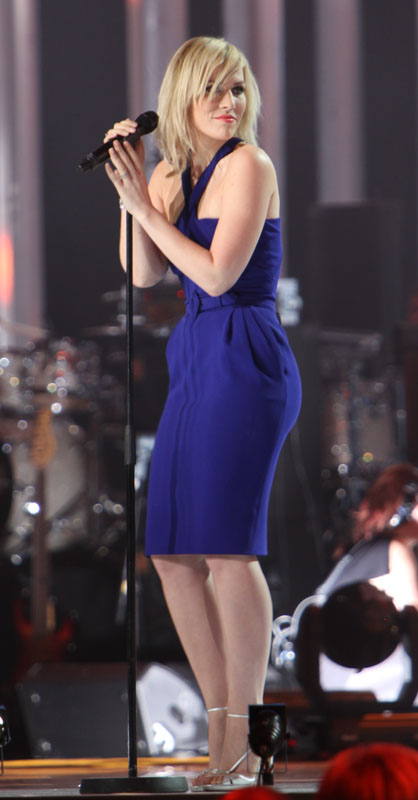
Natasha Bedingfield al Nobel Peace Prize Concert del 2009

Nel 2010 partecipa nella canzone Last Chance contenuta nel primo album della rapper Nicki Minaj, Pink Friday.
Nel 2011 partecipa come cantante ospite al brano dei Simple Plan Jet Lag, estratto dal quarto album della band Get Your Heart On!.
Nel 2012 partecipa alla realizzazione dell'album Chimes of Freedom - The Songs of Bob Dylan, incidendo una sua versione del brano Ring Them Bells dell'album Oh Mercy del cantautore statunitense.
L'11 settembre 2012 è uscito il singolo dei Lifehouse Between the Raindrops, al quale la cantante londinese partecipa come artista ospite.
Nel 2013 compone, insieme a Fraser T. Smith, la musica di Non mi ami, brano per la cantautrice soul - pop Giorgia contenuto nell'album Senza paura di quest'ultima.
Nel 2017, Natasha ritorna in tour dopo anni, in qualità di opener dei concerti dei Train. Il 30 agosto 2019, Natasha pubblica l'album Roll With Me, il suo primo lavoro discografico in ben 9 anni.

## Discografia
- 2004 - Unwritten
- 2007 - N.B.
- 2008 - Pocketful of Sunshine
- 2010 - Strip Me
- 2019 - Roll with Me